# Scheuerleinsplatz 4 (Mainbernheim)

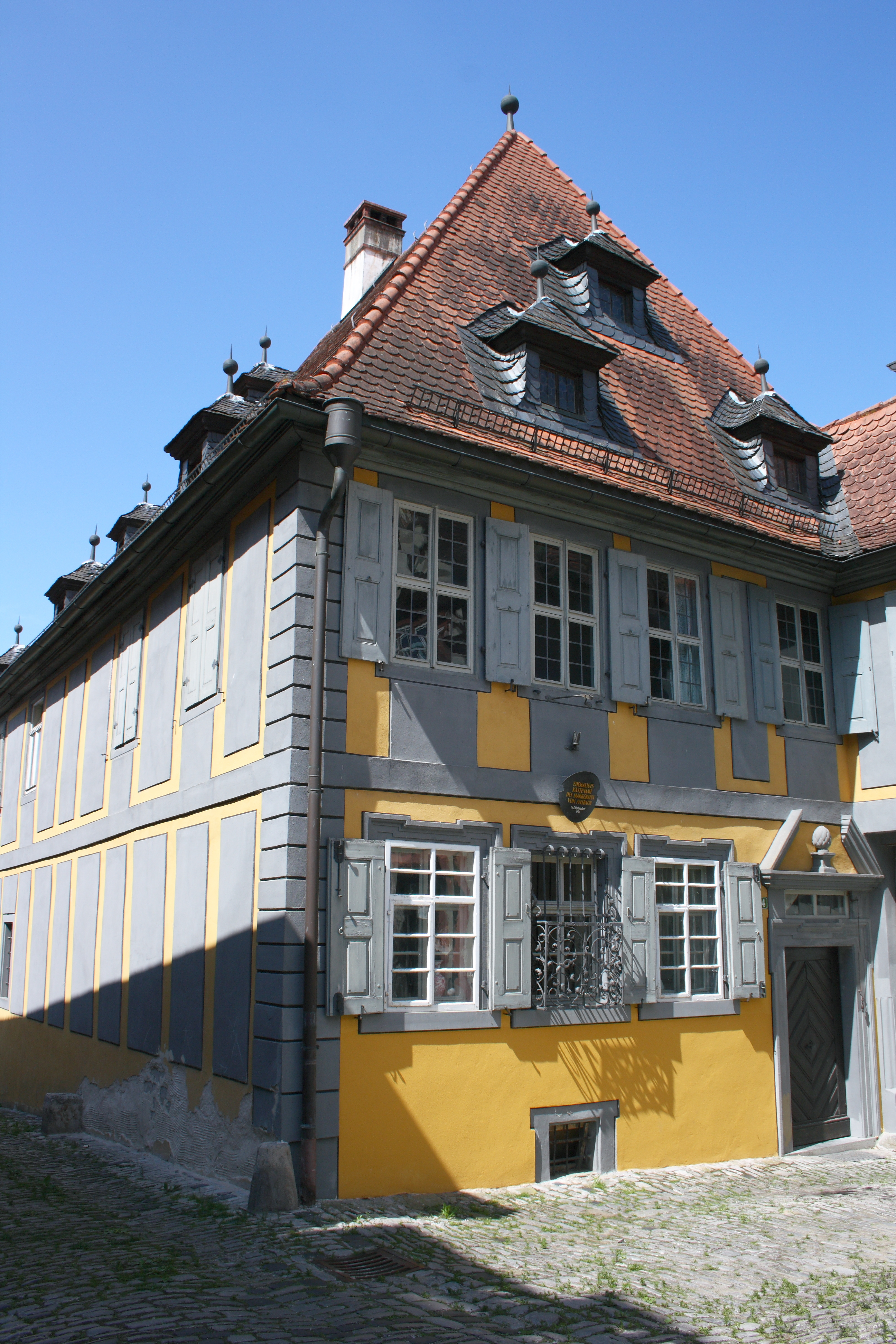
Das Haus Scheuerleinsplatz 4

Das Haus Scheuerleinsplatz 4 (früher Hausnummer 169) ist ein denkmalgeschütztes Gebäude im unterfränkischen Mainbernheim. Im Haus war jahrhundertelang das markgräfliche Kastenamt Mainbernheim untergebracht.

## Geschichte
Das Haus entstand wohl im Zuge der Stadterhebung von Mainbernheim, die im Jahr 1382 vorgenommen wurde. Die Obrigkeit, zu diesem Zeitpunkt die Krone Böhmen, benötigte einen Anlaufpunkt in der jungen Siedlung und richtete ein Haus für ihre Zwecke ein. Mit dem Übergang an die Markgrafschaft Brandenburg-Ansbach erhielt die Stadt einen eigenen Amtmann und das Gebäude wurde in ein sogenanntes Kastenamt, zur Verwaltung der Abgaben des Landesherren, umgewandelt.
Daneben zog in die Räumlichkeiten auch das Fraischamt ein. Mit der Stadterhebung hatte Mainbernheim auch das Recht erhalten, die Blutgerichtsbarkeit auszuüben. Das Fraischamt wachte über die Einhaltung des Fraischrechts in seinem Einzugsbereich. Der Nutzungswandel ist auch an den Bauphasen des Hauses nachvollziehbar. Im Laufe des 17. Jahrhunderts wurde das Anwesen im Stil des Barock umgebaut, worauf die Dachkonstruktion Hinweise gibt.

## Beschreibung
Das Bauwerk am Scheuerleinsplatz 4 wird vom Bayerischen Landesamt für Denkmalpflege als Baudenkmal eingeordnet. Untertägige Reste von Vorgängerbauten werden als Bodendenkmal vermerkt. Daneben ist die Anlage Teil des Ensembles Altstadt Mainbernheim. Das Haus präsentiert sich als zweigeschossiger Walmdachbau mit Putzgliederung und gestaffelten Giebelgauben. Seine Lage ist etwas zurückversetzt, im Nordosten stößt er mit seinem Torhaus an das Haus Scheuerleinsplatz 2.
Die Stuckgliederung verdeckt das Fachwerkobergeschoss und den massiven Unterbau. Die Verzierungen reichen von rustizierten Ecklisenen an der Ostecke, über ein durchlaufendes Gurtband zwischen den Geschossen. Im Obergeschoss sind gefelderte Wandflächen und Brüstungsfelder zu finden. Besondere Verzierung wurde um die Haustüre angebracht. Der Türstock ist geohrt und fasziert und wird von einem Dreiecksgiebel überragt. Der Fries, mit einem Postament, auf dem ein Pinienzapfen zu finden ist, wurde wohl im 18. Jahrhundert zu einem Oberlicht umgearbeitet.
Der Keller wird von zwei unterschiedlich großen Gewölben beherrscht. Beide Kellerteile können der ausgehenden Gotik zugeordnet werden. Die räumliche Aufteilung im Erdgeschoss lässt noch auf die ehemals repräsentative Nutzung schließen: Es wurde in zwei langgezogene Schiffe geteilt, die durch einen Hausern verbunden sind. Im Obergeschoss, das eine ähnliche Raumaufteilung besitzt, hat sich ein alter Eisenofen erhalten, der mit seinen Verzierungen als Import aus der nassauischen Hütte in Löhnberg an der Lahn identifiziert werden kann.